# Liste des branches de l'école Rinzai
Voici la liste des quatorze branches de l'école rinzai d'obédience bouddhiste zen.

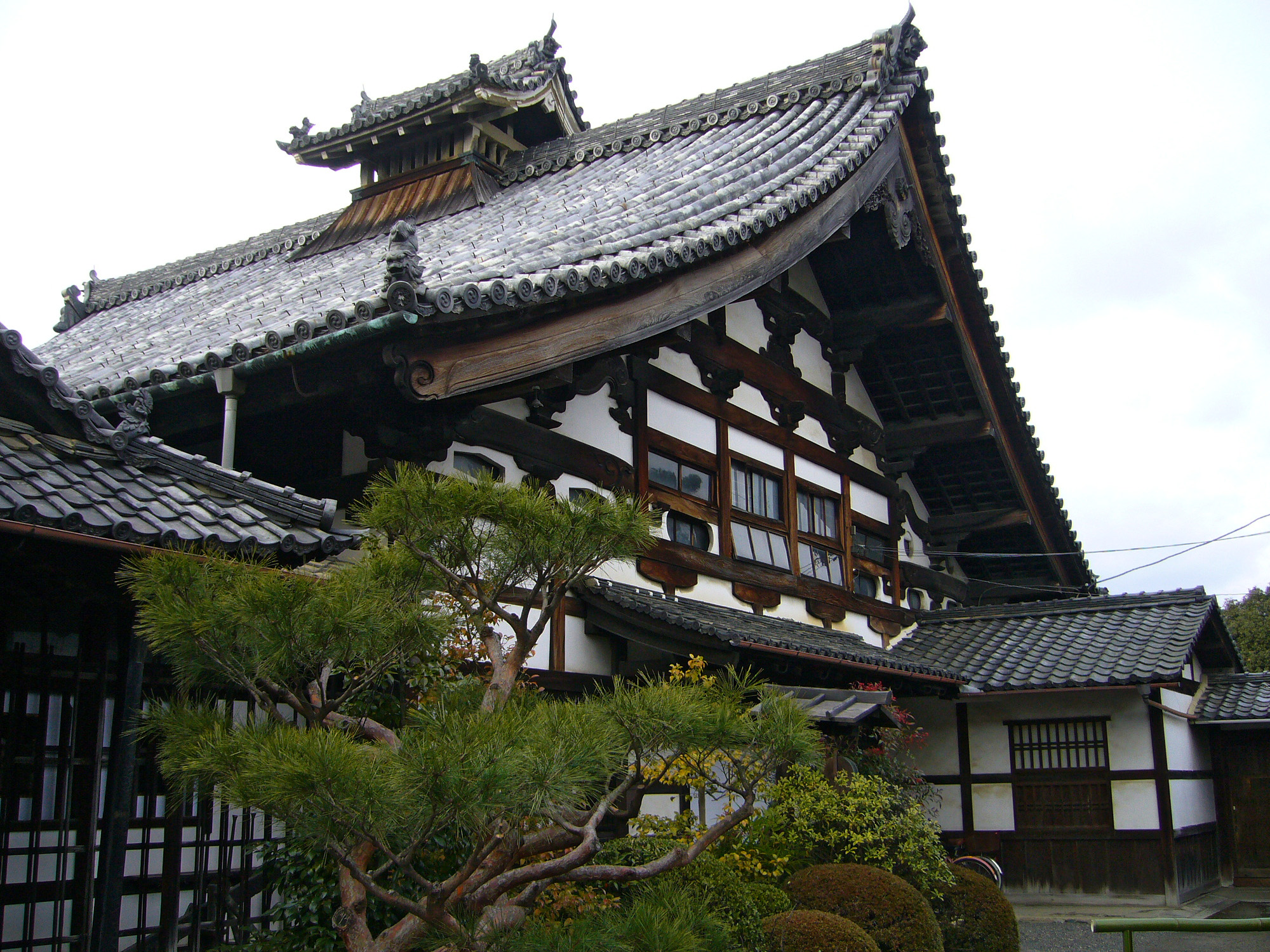
Myōshin-ji

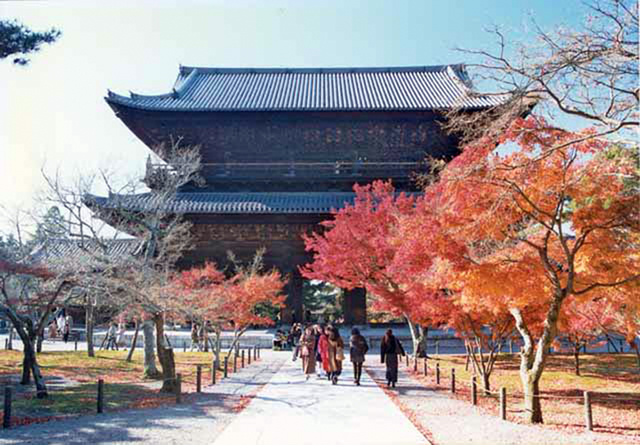
Nanzen-ji

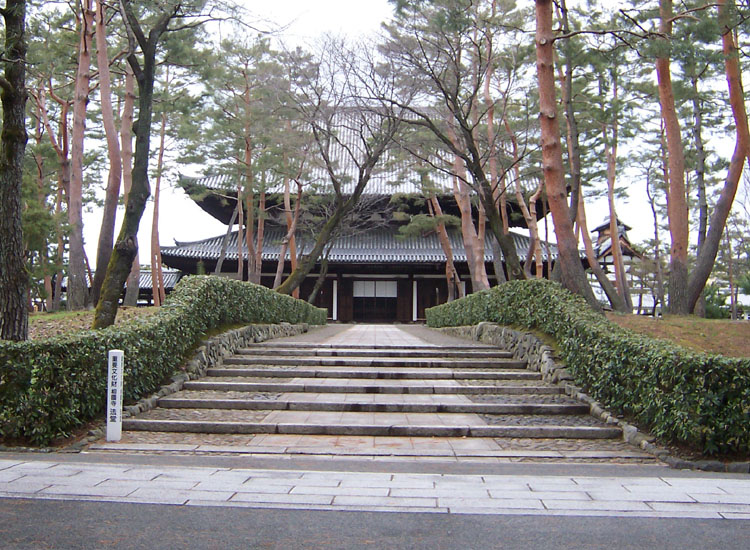
Shōkoku-ji

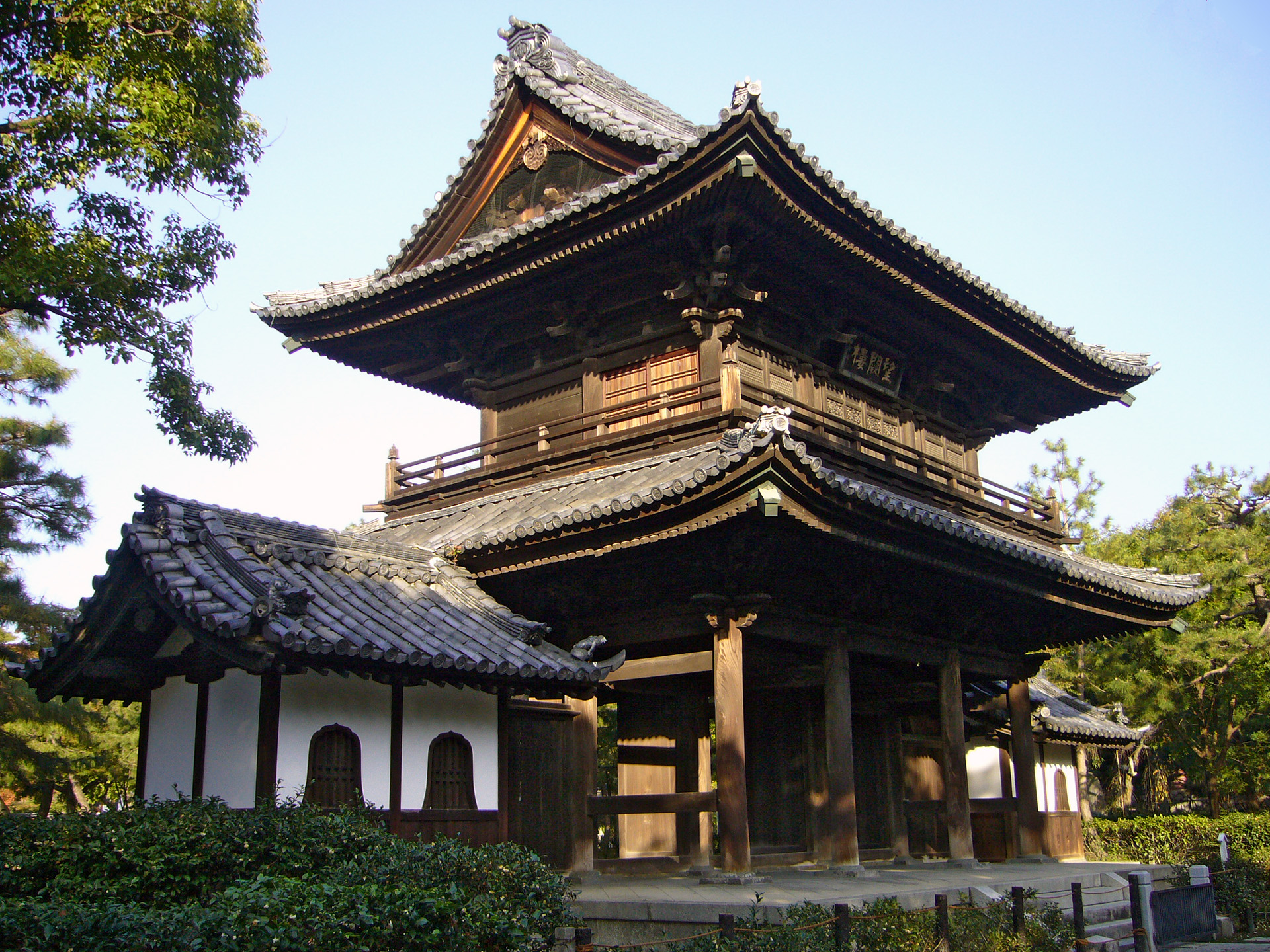
Kennin-ji

| Branche    | Temple principal | Fondateur(s)                                | Fondé en              | Sis à              | Nb. de temples affiliés |
| ---------- | ---------------- | ------------------------------------------- | --------------------- | ------------------ | ----------------------- |
| Myōshin-ji | Myōshin-ji       | Kanzan-Egen Zenji 関山慧玄 (premier temple) | 1342 (premier temple) | Kyōto (Japon)      | 3000 + 19 monastères    |
| Nanzen-ji  | Nanzen-ji        | Kameyama                                    | 1291                  | Kyōto (Japon)      | -                       |
| Kencho-ji  | Kencho-ji        | Rankei Doryū 蘭渓道隆                       | 1253                  | Kamakura (Japon)   | 500                     |
| Tofuku-ji  | Tofuku-ji        | Enni 円爾                                   | 1236                  | Kyōto (Japon)      | -                       |
| Engaku-ji  | Engaku-ji        | Hōjō Tokimune, Mugaku Sōgen 無学祖元        | 1282                  | Kamakura (Japon)   |                         |
| Daitoku-ji | Daitoku-ji       | Shuho Myocho 宗峰妙超                       | 1315 ou 1319          | Kyōto (Japon)      | -                       |
| Hoko-ji    | Hoko-ji          | Mumon Gensen 無文元選 Guchu Shukyu 愚中周及 | 1371                  | Hamamatsu (Japon)  | 170                     |
| Eigen-ji   | Eigen-ji         | Sasaki Ujiyori, Jakushitsu Genkō 寂室元光   | 1361                  | Higashiōmi (Japon) | 120                     |
| Tenryu-ji  | Tenryu-ji        | Ashikaga Takauji, Musō Soseki               | 1339                  | Kyōto (Japon)      | -                       |
| Shōkoku-ji | Shōkoku-ji       | Yoshimitsu Ashikaga, Musō Soseki            | 1382                  | Kyōto (Japon)      | 130                     |
| Kennin-ji  | Kennin-ji        | Eisai                                       | 1220                  | Kyōto (Japon)      | 70                      |
| Kogaku-ji  | Kogaku-ji        | Bassui Tokushō 抜隊得勝                     | 1380                  | Enzan, (Japon)     |                         |
| Buttsu-ji  | Buttsu-ji        | Kobayakawa Haruhira, Guchu Shukyu 愚中周及  | 1397 ou 1399          | Mihara, (Japon)    |                         |
| Kokutai-ji | Kokutai-ji       | Jiun Myoi 慈雲妙意                          | 1300                  | Takaoka (Japon)    |                         |